# Чемерис, Валентин Лукич
Чемерис Валентин Лукич (8 июля 1936, с. Заичинцы, ныне Семёновский район, Полтавская область, УССР, СССР — 4 декабря 2016, Киев, Украина) — советский и украинский писатель и журналист. В частности автор книг в том числе описывающие события, связанные с разными эпохами истории Родной Украины современного украинства, Старой, Святой, Владимировой и Феодосиевой Руси русинов (старо)русской и татарской эпох, Орды, Татарщины, Татарского царства и т. д. Заслуженный работник культуры Украины.

## Жизнеописание
В 1953 году переехал в Днепропетровск из-за своей болезни, где лечился в клинике им. Мечникова. На протяжении 1953—1993 годов жил и работал в этом городе, потом переехал в Киев. В 1954 году окончил днепропетровскую среднюю школу. Какой-то период потом работал в совхозе «Нижнеднепровский», после него был работником металлургического завода им. Коминтерна. В 1971 году окончил обучение в Литературном институте имени А. М. Горького в Москве. С 1989 по 1993 год председательствовал в Днепропетровской организации Союза писателей Украины. В короткий период с 1993 по 1994 год поработал главным консультантом в Администрации Президента Украины. В 1996—2001 годах был секретарём Национального союза писателей Украины, а также членом Президиума и Высшего Совета той же организации. Работал во многих редакциях газет, в том числе в «Знамя юности» и «Литературная Украина».
Умер в возрасте 80 лет 4 декабря 2016 года. Был кремирован, прах похоронен в колумбарии Байкового кладбища.

### Семья
Супруга: Людмила Ивановна Карпова-Чемерис — доцент Национального университета обороны Украины.

## Литературное творчество
Свою литературную деятельность (1959—2016 г.г.) В.Чемерис начал с написания юмористических произведений (юморесок, пародий, повестей). Первое произведение под названием «Как я научился писать гуморески» было напечатано в 1959 году в газете «Молодой ленинец». Юмористическая литература писателя печаталась в советских изданиях «Днепро», «Отчизна», «Крокодил», «Перец», «Украина» и др. Публиковался под псевдонимами — В. Заиченский, Сидор Хоролец. С 1980-х гг. расширил сферу творчества, опубликовав также исторические романы — «Ольвия», «Скандал в императорском семействе», «Смерть Атея», ряд повестей — «Маруся Чурай», «Её звали ангелом смерти», «Я любила Шевченко», «Убийство на хуторе близ Диканьки» и ряд других. В русском переводе Е. Весенина вышел сборник юмористических повестей и рассказов «Сватовство по телефону» (1973).
Произведения В. Чемериса печатались в сборниках «Мандрівками століть» /1972/, «Терем-теремок» /1983/, «Котигорошкове поле» /1989/, «Оберіг» 1992/, в альманахах «Борисфен» /1992/, «Фантастики-91», «Украинская афористика X-XX вв.»/2001/, «Антология прозы Приднепровья» /2005/, «Кофе с перцем» /2006/, «История Украины глазами писателей»/2013/.
Книги писателя печатаются во многих журналах: «Отечество», «Днепр», «Березиль», «Ватра», «Киев», «Лель», «Мир приключений», «Память столеть», «Барвинок», «Смена», «Пионерия», «Перец»,"Кентавр"; в газетах «Литературная Украина», «Молодежь Украины», «Сельские вести», «Культура и жизнь», «Звезда», «Время», «Веселые вести» и в др. изданиях.
Мастер является составителем и автором коллективных сборников: «Молоді вишнівці» /1966/, «Тіні кімнати світу» /1989/, «Пергамент старого Теренція» /1990/, «Анекдоты и карикатуры» /1991/, «Україна, ти моя молитва» /1993/, «З любові і муки…» /1994/, «Пригоди Івана Сміхована» /1995/, «Веселки рідного краю» /1995/, «Українські анекдоти» /1995/, «У державі гетьмана Остапа» /2009/, «3 ким сміється Україна» /2009/.
В серии «История Украины в романах» известное издательство Украины «ФОЛИО» начиная с 2008 года по настоящее время активно сотрудничает с автором, вследствие этого вышли ряд литературных произведений, среди которых исторические романы: «Ольвія» (2008), «Генерали імперії» (2008), «Фортеця на Бористені» (2011), «Смерть Атея» (2008, 2011), «Ордер на любов» (2010), «Марина — цариця Московська» (2014), «Трагедія гетьмана Мазепи» (2015); романы-эссе: «Ярославна» (2013), «Ваші пальці пахнуть ладаном» (2015), «Сини зміеногой богині» (2015), «Анна Київська — королева Франції» (2016), «Рогнеда» (2016), «Княгиня і Хан» (2016), «Амазонка. Київ-Соловки», роман-эссе (2016), «Аравійська пустеля» (2016), «Золота осінь Гетьманщини», роман-есе (2019), «Це я, званий ЧЕМЕРИСОМ» автобіографічний роман (2020), «Ярославна» роман-эссе (2021), «Приречені на щастя», фантастический роман (2021) и др.
Валентин Лукич Чемерис автор ряда произведений для детей: повесть «Аравійська пустеля» изучается по украинской литературе для 5-го класса, отрывок из романа «Ольвія» — в хрестоматии украинской литературы для 7-8-х классов, в 4-м классе изучается рассказ «Три секунды на выбор». Юмористическая повесть «Вітька + Галя, або Повість про перше кохання» включена в учебник по украинской литературе для 8-го класса. В 2009 г. в издательстве «Знамя» выходит сборник «Византийский конь», а в 2016 г.- сборник «Ходит сон коло вікон».
В 2021 году готовятся к изданию ещё несколько исторических романов Валентина Чемериса в издательстве «ФОЛИО» в серии «История Украины в романах»: «Тарас Шевченко: Сто днів кохання», роман, «Жінок там на тютюн міняли», роман-есе, «Олена — вершниця зі списом», исторический роман, «Ваші пальці пахнуть ладаном», роман-эссе, «Чари кохання: 50 невигаданих історій про любов».
Произведения мастера издавались на русском языке, на языках народов союзных республик СССР; выходили на немецком, болгарском, румынском, польском и других языках народов мира.
Во время президентской кампании 2004 года написал агитационную книгу «Загадка Віктора Януковича. Спроба дослідження» («Загадка Виктора Януковича. Попытка исследования»), изданную тиражом 1 млн. 200 тис. экз. при поддержке избирательного штаба В. Януковича (К.: [Б.в.], 2004; ISBN 966-7200-09-4) (в оригинале издательство не указано, номер 7200, указанный в ISBN книги, принадлежит донецкому издательству «ЕАИ-пресс»).

## Награды и звания
Награждён орденами равноапостольного князя Владимира Великого (І, ІІ, ІІІ степеней), св. архистратига Михаила, св. Кирилла и Мефодия, Андрея Первозванного ІІ степени. Награждён Почетной грамотой и медалью Кабинета министров Украины.
Лауреат республиканской премии в области сатиры и юмора имени О.Вишни, литературной премии им. Ф.Макивчука, им. С.Олейника, юмористической премии Одарки и Карася, за лучшие рассказы присуждена премия им. Ю.Яновского. За романы из истории Украины «Фортеця на Бористені» та «Ордер на любов» В.Чемерису присуждена Международная премия Украинского казачества «Рыцарское перо» (2008 г.), в 2009 г.- литературная премия имени Ивана Мазепы за исторический роман о гетмане Петре Дорошенко «Без права повернення».
Заслуженный работник культуры Украины.

## Произведения
- «Хто на току, а хто на боку», гуморески, Дніпропетровськ-1962.
- «Урок виховання», гуморески, Дніпропетровськ-1964.
- «Коли спокушає диявол», повість, гуморески, Дніпропетровськ-1966.
- «Сватання по телефону», гуморески, Дніпропетровськ-1968.
- «Операція „Земфіра“», гумористичні повісті, Дніпропетровськ-1968.
- «Закохана відьма», гуморески, Дніпропетровськ-1969.
- «Гуморески», Дніпропетровськ-1971.
- «Сватовство по телефону», повість, гуморески, переклад рос., Дніпропетровськ-1972.
- «Родина Гордія Залізняка», роман, Дніпропетровськ-1974.
- «Вуса», гуморески, Дніпропетровськ-1976.
- «В понеділок, після вибуху», повість, Дніпропетровськ-1976.
- «На порядку денному», вибране, Дніпропетровськ-1978.
- «Музикальний комар», повісті, гуморески, Дніпропетровськ-1980.
- «Як стати щасливим», повісті, гуморески, Дніпропетровськ-1981.
- «Домашній музей», гуморески, Дніпропетровськ-1981.
- «Ольвія», історичний роман, видання Дніпропетровськ-1983, 1990,1993. ФОЛІО-2008; 2022.
- «Як стати мудрим», повісті, гуморески, оповідання, Дніпропетровськ-1984.
- «Приречені на щастя», фантастичний роман, Дніпропетровськ-1985.
- «Білий король детективу», фантастично-пригодницька повість, Дніпропетровськ-1986.
- «Славко», повість для дітей, Дніпропетровськ-1987.
- «Три секунди на вибір», повісті, оповідання, Дніпропетровськ-1987.
- «Скандал в імператорському сімействі», історичний роман, Дніпропетровськ-1988.
- «Еліксир для чоловіків», гуморески, Дніпропетровськ-1990.
- «Фортеця на Бористені», історичний роман, Дніпропетровськ-1993. ФОЛІО-2008; 2011; 2022.
- «Президент», роман-есе, Київ-1994.
- «Вибори таємного агента», гуморески, Київ-1995.
- «Епірська відьма, або Олімпіада — цариця Македонська», історичний роман, Київ-1996.
- «Марина Чурай», історична повість, Київ-1997.
- «Я любила Шевченка», історична повість, Київ-1997.
- «Голгофа українського православ’я», роман-есе, Київ-1998.
- «Її звали янголом смерті», історичні повісті, Київ-1999
- «Кохання в Україні», історична повість, Київ-2001.
- «Життя і смерть Володимира Глібовича, князя Переяславського», істор.повість, Київ-2001.
- «Да святиться ім’я твоє, або Бомба для патріарха», повість, Київ-2001.
- «Убивство на хуторі біля Диканьки», історичні повісті, оповідання, есе, Київ-2003.
- «7 ночей», оповідання, Київ-2003.
- «Три шаблі над скарбом», історичні повісті, оповідання, Київ-2004.
- «Царська охота», гуморески, Київ-2005.
- «Державна коханка», повісті, оповідання, Київ-2005.
- «В сузір'ї Дракона», фантастичні повісті, оповідання, Київ-2005.
- «Генерали імперії», історичні романи, Київ-2005. ФОЛІО-2008; 2022.
- «Де хазяйнує Валя Чемерис», гуморески, Київ-2006.
- «День Ворона», пригодницькі повісті, оповідання, Київ-2006.
- «Тайна Агати Крісті», пригодницькі повісті, Київ-2006.
- «Сини змієногої богині», роман-есе про Скіфію, Київ-2006. ФОЛІО-2016.
- «Таємнича пригода на Орілі», роман, повісті, оповідання, Київ-2007.
- «Веселий смуток мій», автобіографічна трилогія, Київ-2007.
- «Ордер на любов», історичні романи, Київ-2007. ФОЛІО-2010; 2022.
- «Смерть Атея», роман, ФОЛІО-2008, 2011; 2022.
- «Феномен Фенікса», роман-есе, повісті, оповідання, Київ-2009.
- «Золотий саркофаг», історичні повісті та оповідання, Київ-2009.
- «Ярлик на князівство», веселі оповідання і повісті, Київ-2009.
- «З ким сміється Україна», альманах сміху, Київ-2009.
- «Візантійський кінь», повісті, оповідання, ПРАПОР-2009.
- «Тузітала — вождь самоанців», роман-есе, Київ-2010.
- «Пригоди богині Іштар», гумор, Київ-2010.
- «Пришельці з планети Земля», фантастика, Київ-2010.
- «Ваші пальці пахнуть ладаном», роман-есе, Київ-2010. ФОЛІО-2020.
- «Верхи на птеродактилі», повість-химерія, «Коник з дерев’яною ногою», повісті, оповідання, Київ-2011.
- «Ярославна» роман-есе, Київ-2011. ФОЛІО-2013; 2022.
- «Заповіт нічного демона», історичні повісті, есе."Любов на цвинтарі", повість, Київ-2012.
- «Таємна любов вождя», роман-есе, Київ-2012.
- «Сатирик у Кремлі» повісті, гуморески, есе, фентезі та інші веселі придибенції, Київ-2012.
- «Вампір із Кассіопеї», фантастичні повісті, оповідання, есе, Київ-2013.
- «Бахчисарайський любовник», історичні повісті, есе, оповідання, Київ-2013.
- «Марина — цариця Московська», історичний роман, Київ-2009. ФОЛІО-2014; 2016.
- «Трагедія гетьмана Мазепи», історичний роман, ФОЛІО-2016; 2022.
- «Ходить сон коло вікон», повість притчі, фентезі для дітей, Київ-2016.
- «Тайна імператриці Єлизавети», історичний роман, Київ-2016.
- «Зброя любові», іронічні повісті, сміховини, есе, фентезі, ін. веселі придибенції. Київ-2016.
- «Анна Київська — королева Франції», історичний роман, ФОЛІО-2016; 2021.
- «Рогнеда», історичний роман, ФОЛІО-2016; 2021.
- «Амазонка», повість."Київ-Соловки", роман-есе, ФОЛІО-2016.
- «Аравійська пустеля», повісті, ФОЛІО-2016; 2022.
- «Княгиня і хан», історичний роман, ФОЛІО-2017; 2021.
- «Олена — вершниця зі списом» історичний роман, ФОЛІО-2017; 2020.
- «Тарас Шевченко: сто днів кохання», роман, ФОЛІО-2017; 2020.
- «Вітька + Галя, або Повість про перше кохання», гуморист.повість. Львів. Апріорі-2018.
- «Золота осінь Гетьманщини», історичний роман, ФОЛІО-2019.
- «Жінок там на тютюн міняли або Перший подвиг Богдана», роман-есе, ФОЛІО-2020.
- «Це я, званий ЧЕМЕРИСОМ» (автобіографічний роман), ФОЛІО-2020.
- «Приречені на щастя», фантастичний роман про Адама і Єву та про їхню любов. Львів. Апріорі-2021.
- «Анна Київська — королева Франції», історичний роман, ФОЛІО-2021 (для слабозорих).
- «Аравійська пустеля», повісті, ФОЛІО-2021 (для слабозорих).
- «Марина — цариця Московська», історичний роман, ФОЛІО-2023.
- «Сини змієногої богині», роман-есе про Скіфію,ФОЛІО-2023.
- «Анна Київська — королева Франції», історичний роман, ФОЛІО-2023.
- «Амазонка», повість."Київ-Соловки", роман-есе, ФОЛІО-2023.
- «Рогнеда», історичний роман,ФОЛІО-2023.
- «Княгиня і хан», історичний роман, ФОЛІО-2023.
- «Золота осінь Гетьманщини», історичний роман, ФОЛІО-2023.

ЛИТЕРАТУРОВЕДЧЕСКИЕ РАБОТЫ ПО ПРОИЗВЕДЕНИЯМ В.ЧЕМЕРИСА
· Т. О. Жанрові особливості мемуарного роману В. Чемериса «Це я, званий іще Чемерисом» // Вісник ЛНУ імені Тараса Шевченка.— 2011.— № 19 (230).— С.74—79.
· Антоненко Т. О. Специфіка типу трагічної героїні в романі В. Чемериса «Ольвія» // Вісник ЛНУ імені Тараса Шевченка. — 2012. — № 3 (238). — Ч. І. — С. 64—68.
· Карацупа В., Левченко О. Українська фантастика другої половини XX століття у періодиці та книжкових виданнях // Вісник Львівського університету. — 2012. — Вип. 7. — С. 216—243.
· Король Л. П. Художня інтерпретація проявів характерництва в історичному романі В.Чемериса «Фортеця на Борисфені» //Вісник ЛНУ імені Тараса Шевченка.— 2013.— № 4 (264).— Ч. ІІІ.— С. 114—120.
· Надзельска І. Повісті Валентина Чемериса на уроках позакласного читання у 8 класі // Збірник наукових праць студентів, аспірантів і молодих вчених «Молода наука—2014»: у 7 т. — Запоріжжя: Запорізький національний університет, 2014. — Т. 5. — С. 104—107.
ПРИМЕЧАНИЕ
1. ↑  Карпенко В. Великий трудівник пера Архивная копия от 9 ноября 2017 на Wayback Machine // Українська літературна газета, № 24 (186) 9 грудня 2016.